# Heike Heutzenröder
Heike Heutzenröder (* 1969) ist eine deutsche Badmintonspielerin. 

## Karriere
Heike Heutzenröder gewann in allen DDR-Nachwuchsklassen zahlreiche Medaillen bei den nationalen Titelkämpfen bis hin zu den Juniorenmeisterschaften, wo sie 1987 und 1988 zwei Titel gewinnen konnte. 1989 wurde sie, mittlerweile von Mühlhausen nach Berlin gewechselt, Dritte bei den DDR-Einzelmeisterschaften im Damendoppel mit Petra Tobien. Auch mit der Mannschaft von EBT Berlin belegte sie in diesem Jahr Platz 3.

## Sportliche Erfolge
| Saison    | Veranstaltung                                          | Disziplin   | Platz | Name |
| --------- | ------------------------------------------------------ | ----------- | ----- | --- |
| 1981/1982 | DDR-Einzelmeisterschaft AK 10/11                       | Damendoppel | 2     | Annet Lorenz / Heike Heutzenröder (Union Mühlhausen)                                                                            |
| 1981/1982 | DDR-Einzelmeisterschaft AK 10/11                       | Dameneinzel | 3     | Heike Heutzenröder (Union Mühlhausen)                                                                                           |
| 1982/1983 | DDR-Einzelmeisterschaft AK 12/13                       | Damendoppel | 3     | Annett Lorenz / Heike Heutzenröder (Union Mühlhausen)                                                                           |
| 1982/1983 | DDR-Mannschaftsmeisterschaft Schüler                   | Mannschaft  | 2     | Union Mühlhausen (Torsten Ehrlich, Drewlo, Annett Lorenz, Heike Heutzenröder)                                                   |
| 1983/1984 | DDR-Einzelmeisterschaft AK 12/13                       | Dameneinzel | 1     | Heike Heutzenröder (Union Mühlhausen)                                                                                           |
| 1983/1984 | DDR-Einzelmeisterschaft AK 14/15                       | Dameneinzel | 3     | Heike Heutzenröder (Union Mühlhausen)                                                                                           |
| 1983/1984 | DDR-Einzelmeisterschaft AK 12/13                       | Mixed       | 2     | Lars Scheithauer / Heike Heutzenröder (Einheit Dorfchemnitz / Union Mühlhausen)                                                 |
| 1983/1984 | DDR-Einzelmeisterschaft AK 14/15                       | Damendoppel | 3     | Annette Lorenz / Heike Heutzenröder (Union Mühlhausen)                                                                          |
| 1983/1984 | DDR-Einzelmeisterschaft AK 12/13                       | Damendoppel | 1     | Heike Heutzenröder / Annet Lorenz (Union Mühlhausen)                                                                            |
| 1984/1985 | DDR-Einzelmeisterschaft AK 16/17                       | Dameneinzel | 3     | Heike Heutzenröder (Union Mühlhausen)                                                                                           |
| 1984/1985 | DDR-Einzelmeisterschaft AK 14/15                       | Dameneinzel | 1     | Heike Heutzenröder (Union Mühlhausen)                                                                                           |
| 1984/1985 | DDR-Einzelmeisterschaft AK 14/15                       | Mixed       | 1     | Mike Joseph / Heike Heutzenröder (Einheit Greifswald / Union Mühlhausen)                                                        |
| 1984/1985 | DDR-Einzelmeisterschaft AK 14/15                       | Damendoppel | 1     | Anett Lorenz / Heike Heutzenröder (Union Mühlhausen)                                                                            |
| 1985/1986 | DDR-Einzelmeisterschaft AK 14/15                       | Mixed       | 2     | Torsten Ehrlich / Heike Heutzenröder (Union Mühlhausen)                                                                         |
| 1985/1986 | DDR-Einzelmeisterschaft AK 16/17                       | Damendoppel | 2     | Annett Lorenz / Heike Heutzenröder (Union Mühlhausen)                                                                           |
| 1985/1986 | DDR-Einzelmeisterschaft AK 16/17                       | Dameneinzel | 3     | Heike Heutzenröder (Union Mühlhausen)                                                                                           |
| 1985/1986 | DDR-Einzelmeisterschaft AK 14/15                       | Damendoppel | 1     | Anett Lorenz / Heike Heutzenröder (Union Mühlhausen)                                                                            |
| 1985/1986 | DDR-Einzelmeisterschaft AK 14/15                       | Dameneinzel | 1     | Heike Heutzenröder (Union Mühlhausen)                                                                                           |
| 1986/1987 | DDR-Einzelmeisterschaft AK 16/17                       | Mixed       | 1     | Mike Joseph / Heike Heutzenröder (Einheit Greifswald / Union Mühlhausen)                                                        |
| 1986/1987 | DDR-Einzelmeisterschaft AK 16/17                       | Dameneinzel | 1     | Heike Heutzenröder (Union Mühlhausen)                                                                                           |
| 1986/1987 | DDR-Einzelmeisterschaft AK 16/17                       | Damendoppel | 1     | Heike Heutzenröder / Michaela Tröger (Union Mühlhausen / Aktivist Niederwürschnitz)                                             |
| 1987/1988 | DDR-Einzelmeisterschaft AK 16/17                       | Dameneinzel | 1     | Heike Heutzenröder (Union Mühlhausen)                                                                                           |
| 1987/1988 | DDR-Einzelmeisterschaft AK 16/17                       | Mixed       | 2     | Jörg Hutzler / Heike Heutzenröder (Wismut Karl-Marx-Stadt / Union Mühlhausen)                                                   |
| 1987/1988 | DDR-Einzelmeisterschaft AK 16/17                       | Damendoppel | 2     | Backhaus / Heike Heutzenröder (Union Mühlhausen)                                                                                |
| 1988/1989 | DDR-Studentenmeisterschaft                             | Damendoppel | 3     | Heike Heutzenröder / Michaela Tröger (EBT Berlin)                                                                               |
| 1988/1989 | DDR-Einzelmeisterschaft                                | Damendoppel | 3     | Petra Tobien / Heike Heutzenröder (EBT Berlin)                                                                                  |
| 1988/1989 | DDR-Studentenmeisterschaft                             | Mixed       | 3     | Torsten Winkler / Heike Heutzenröder (KWO Berlin / EBT Berlin)                                                                  |
| 1988/1989 | DDR-Mannschaftsmeisterschaft                           | Mannschaft  | 3     | EBT Berlin (Kai Abraham, Dirk Hickl, Olaf Bahn, Nils Klöpfel, René Frank, Petra Tobien, Jacqueline Bolduan, Heike Heutzenröder) |
| 1988/1989 | DDR-Studentenmeisterschaft                             | Dameneinzel | 3     | Heike Heutzenröder (EBT Berlin)                                                                                                 |
| 1989/1990 | DDR: Internationales Werner-Seelenbinder-Gedenkturnier | Damendoppel | 3     | Petra Tobien / Heike Heutzenröder (Empor Brandenburger Tor Berlin)                                                              |